# 일랑일랑
일랑일랑(영어: Ylang-ylang, 학명: Cananga odorata 카낭가 오도라타[*])은 필리핀이 원산지이고 말레이시아, 인도네시아, 뉴기니섬, 솔로몬 제도, 호주 퀸즐랜드주에 퍼져 있는 열대 나무이다. 또한 캄보디아, 태국, 인도, 베트남 일부 지역이 원산지이다. 꽃에서 추출한 방향유("일랑일랑")로 인해 가치가 높으며 강한 꽃 향기가 난다. 일랑일랑은 향수 업계에서 가장 광범위하게 사용되는 천연 소재 중 하나로 "향수의 여왕"이라는 이름을 얻었다.

## 일랑일랑 에센셜 오일

### 특징
일랑일랑의 향은 러버와 커스터드 향으로 풍부하고 깊으며 자스민과 네롤리 향이 가미되어 밝아 때로는 무겁고 달콤하며 약간 과일 향이 나는 꽃 향이 나는 것으로 묘사되기도 한다. 꽃의 에센셜 오일은 꽃을 수증기 증류하여 얻은 것이며, 증류액을 얻은 시기에 따라 등급(엑스트라, 1, 2, 3)으로 분리된다. 일랑일랑 오일의 주요 방향족 성분은 아세트산 벤질, 리날룰, p-크레실 메틸 에테르, 메틸 벤조에이트이며 특유의 냄새를 담당한다.